# Râul Bârzei
Râul Bârzei este un curs de apă, afluent al râului Gilort.